# Hélder Macedo
Hélder Malta Macedo ComSE • GCIH • GCCa (Krugersdorp, África do Sul, 30 de novembro de 1935) é um poeta, romancista, ensaísta, crítico e investigador literário português. A sua obra ficcional, de entre a qual se destaca o romance Partes de África (1991), no qual o autor usa técnicas narrativas para revelar as ficções da memória, expondo a fronteira entre o facto e a invenção, é considerada uma das mais originais da literatura portuguesa contemporânea.

## Vida e Obra
Passou a infância em Moçambique, e a adolescência em Lisboa depois de 1948. Entre 1955 e 1959 frequentou a Faculdade de Direito da Universidade de Lisboa. Ainda que, na juventude, tenha chegado a dedicar-se à ficção, que não só seria censurada como deliberadamente abandonada, foi como poeta que se estreou - o seu primeiro livro de poesia, Vesperal (1957), publicado quando tinha apenas 21 anos, foi saudado por Jorge de Sena como sendo dos «mais perfeitos que por esse tempo se publicaram», denotando «um equilíbrio refinado» e um «notável domínio da expressão e do ritmo». Apesar de não ser normalmente associado a movimentos literários, fez parte do Grupo do Café Gelo. A participação nessa tertúlia, que incluía alguns surrealistas, nos finais dos anos 50, radicava sobretudo numa atitude anti-establishment de sinal político, moral e literário.
Opositor ao regime acabou por exilar-se em Londres, juntamente com a esposa, Suzette Morgado de Aguiar, onde, entre 1960 e 1971, foi colaborador regular da BBC. Em Dezembro de 1962, planeou publicar uma colectânea de poesia portuguesa traduzida em Inglês, por Hughes e Plath, mas o projecto veio a gorar-se.
Licenciou-se em Literatura e História, apresentando como tese de licenciatura um estudo sobre Bernardim Ribeiro, e doutorou-se em Letras em 1974 na Universidade de Londres, onde lecionava desde 1971 no King's College, com a tese, que será publicada com o título “Nós – uma leitura de Cesário Verde”.
Após a Revolução de 25 de Abril de 1974 regressou a Portugal, tendo sido diretor-geral dos Espectáculos (1975) e Secretário de Estado da Cultura (1979). Entre 1981-82, foi visiting professor na Universidade Harvard (Estados Unidos), tendo também lecionado na EHECS (França), na Universidade Estadual de Campinas (UNICAMP), na Universidade de São Paulo (USP) e na Universidade Federal do Rio de Janeiro (UFRJ), no Brasil. Professor titular da cátedra Camões, entre 1982 e 2004, função que acumulou com a de diretor do departamento de Estudos Portugueses e Brasileiros do King's College, até 1991. Ainda no King's College, é atualmente Emeritus Professor of Portuguese.
Estreou-se na ficção com Partes de África (1991), mas foi Pedro e Paula (1998) que lhe garantiu a consagração como ficcionista, estatuto de que usufruía já como ensaísta e poeta. Foi co-organizador, com António Salvado, das Folhas de Poesia (Lisboa, 1956-58). Fundou em 1975 e dirigiu durante 20 anos a revista Portuguese Studies (Prémio para a melhor revista nova, 1987, EUA), revista da Associação Internacional de Lusitanistas (Porto), e em 1998 fundou a Veredas.
Especialista das obras de Luís de Camões, Bernardim Ribeiro e Cesário Verde, a sua obra ensaística encontra-se dispersa por jornais e revistas, tais como The Times Literary Supplement, Modern Language Review, Quaderni Portoghesi, Graal, Colóquio-Letras, O Tempo e o Modo, Hidra I, Nova Renascença, Expresso, JL, Diário de Lisboa, Diário de Notícias, etc. Foi o responsável pela edição, no Reino Unido, de duas antologias de poesia portuguesa do século XX – Modern Poetry in Translation-Portugal (Londres, 1973) e Contemporary Portuguese Poetry (em colaboração com E. M. de Melo e Castro, Manchester, 1978) – e de uma antologia de poesia de Camões – Camões. Some Poems (em colaboração com Jonathan Griffin e Jorge de Sena, Londres, 1976)
É membro efetivo da Academia das Ciências de Lisboa e presidente honorário da Associação Internacional de Lusitanistas.

## Obras publicadas

### Poesia e Ficção
- Vesperal (poemas), Lisboa: Folhas de Poesia (1957)
- Das Fronteiras (poemas), Covilhã: Pedras Brancas (1962)
- Poesia 1957-68, Lisboa: Moraes (1969)
- Poesia 1957-77, Lisboa: Moraes (1979)
- Partes de África (romance), Lisboa: Presença (1991)
- Viagem de Inverno (poemas), Lisboa: Presença (1994)
- Pedro e Paula (romance), Lisboa: Editorial Presença (1998) (2nd edition 1998)
- Viagem de Inverno e Outros Poemas, Rio de Janeiro: Record (2000)
- Sem Nome (romance), Lisboa: Presença (2005) (Prémio do PEN Club Português, 2006)
- Natália (romance), Lisboa: Presença (2009)
- Poemas Novos e Velhos (colectânea de poesia), Lisboa: Presença (2011)
- Tão Longo Amor Tão Curta a Vida (romance), Lisboa: Presença (2013)

### Crítica e Ensaio
- Nós, Uma Leitura de Cesário Verde, Lisboa: Plátano (1975 )
- Do Cancioneiro de Amigo (com Stephen Reckert), Lisboa: Assírio & Alvim (1976)
- Do Significado Oculto da Menina e Moça (Prémio da  Academia das Ciências de Lisboa), Lisboa: Moraes (1977)
- Camões e a Viagem Iniciática, Lisboa: Moraes (1980)
- Cesário Verde: O Romântico e o Feroz, Lisboa: & Etc (1988)
- Menina e Moça de Bernardim Ribeiro (ed. e introdução), Lisbon: Dom Quixote (1990)
- Viagens do Olhar: Retrospecção, Visão e Profecia no Renascimento Português (com Fernando Gil), Porto: Campo das Letras, (Prémio da Associação Internacional de Críticos Literários e Prémio do PEN Club Português) (1998)
- Trinta Leituras, Lisboa: Editorial Presença (2007)
- Obras Completas de Bernardim Ribeiro (ed., com Maurício Matos), Porto: Campo das Letras (2008)
- Camões e outros contemporâneos (Presença, 2017)

### Editor
- Luís de Camões - A Global Poet for Today, Ed. bilíngue Português-Inglês, com Thomas Earle (e Introdução). Lisboa: Dilúvio (2023)

## Condecorações
- Grau de Comendador da Ordem Militar de Sant'Iago da Espada (27 de abril de 1993)[3]
- Grau de Grã-Cruz da Ordem do Infante D. Henrique (6 de outubro de 2018)[3]
- Grau de Grã-Cruz da Ordem de Camões (6 de junho de 2024)[3]